# Budd Hopkins
Budd Hopkins, född 15 juni 1931 i Wheeling i West Virginia i USA, död 21 augusti 2011 i New York, var en amerikansk konstnär och aktiv beträffande ufologi.

## Biografi
Budd Hopkins tog examen på Oberlin College 1953 och samma år flyttade han till New York, där han sedan bodde.
År 1964 påstod Hopkins att han och ett antal andra personer såg ett flygande tefat mitt på ljusa dagen under några minuter. Hopkins blev fascinerad av detta, vilket fick honom att gå med i gruppen NICAP. Han började även läsa många UFO-böcker och artiklar. Under 1975 läste Hopkins och Ted Bloecher en rapport om händelse där flera personer påstod sig ha sett ett UFO i New Jersey. Hopkins gav ut boken Village Voice år 1976, där han diskuterar denna händelse. Hopkins började få brev från andra UFO-vittnen, inklusive några fall av vad som senare skulle kallas "försvunnen tid" - oförklarliga hål i tiden, förknippade med UFO-möten.
Med Bloecher och psykologen Aphrodite Clamar började Hopkins att undersöka påståenden om försvunnen tid. Hopkins kom så småningom fram till slutsatsen att detta berodde på utomjordisk inblandning. Under senare delen av 1980-talet var Hopkins en av de mest framstående personligheterna inom ufologi. Hopkins har skrivit ett antal böcker av sitt material, kändast är boken Missing Time.
Under sina första sju år som utredare använde Hopkins inte hypnos. Han anställde däremot utbildade hypnotisörer. De tre som han anställde, Robert Naiman, Aphrodite Clamar och Girard Franklin, var mycket skeptiska vad beträffade påståenden om utomjordiska kidnappningar, men de fick alla ta del av väldokumenterad information av sina patienter.
Hopkins har blivit inblandad i många kontroverser. Vissa har ifrågasatt Hopkins syfte med sitt arbete, medan andra anklagat honom för att blanda verklighet och fantasi under hypnoser. Hopkins hävdade att inga fysiker, psykologer eller hypnotisörer som visat intresse för hans arbete rapporterat att Hopkins skulle försöka "leda" sina patienter.